# Heikki Taponen
Heikki Taponen (Espoo, 18 gennaio 1951) è un ex cestista finlandese.

## Carriera
Con la Finlandia ha disputato i Campionati europei del 1977.